# Vitraux de la Sainte-Chapelle du Palais

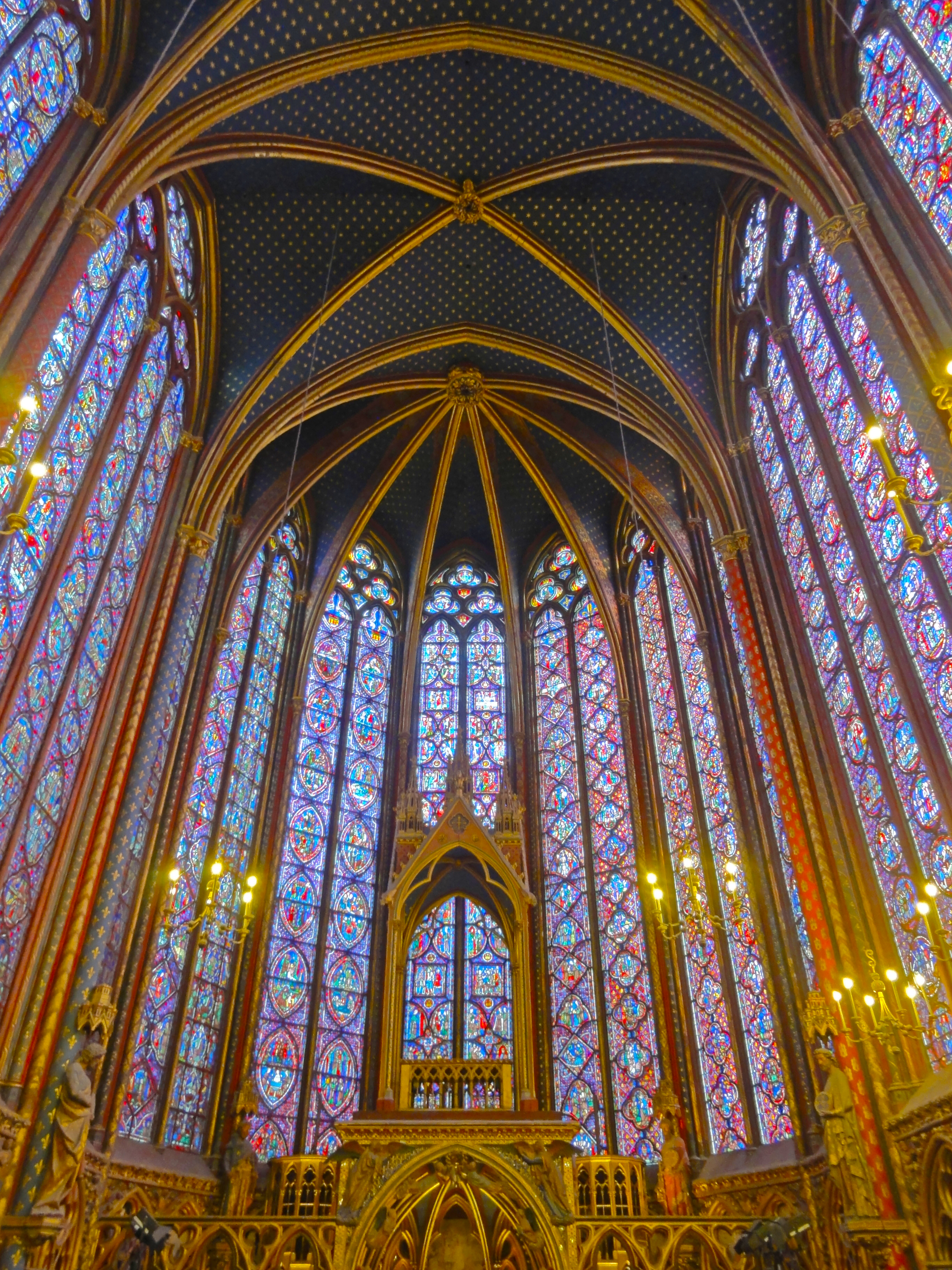
Vitraux de la 4e travée et de l'abside.

Les vitraux de la Sainte-Chapelle sont créés à la demande de saint Louis, roi de France, pour décorer sa nouvelle Sainte-Chapelle.
La Sainte-Chapelle est la chapelle du palais du roi. Elle a remplacé la chapelle romane Saint-Nicolas. Sa construction a été entreprise par Louis IX pour recevoir les reliques très précieuses provenant du palais de Boucoléon de Constantinople cédées par l'empereur Baudouin II : la Couronne d'Épines du Christ arrive à Paris en août 1239, un grand morceau de la Vraie Croix et des reliques importantes en 1241. La Sainte-Chapelle a été construite à partir de 1243 et la consécration solennelle a eu lieu le 26 avril 1248. Les vitraux ont dû être réalisés en même temps car les chartes de 1246 et 1248 prévoient les dispositions pour leur entretien. Les deux tiers seulement des vitraux sont aujourd'hui d'origine. La Sainte-Chapelle était la chapelle du palais, avec une chapelle basse pour le service paroissial pour le personnel du palais, une chapelle haute pour le roi, sa famille et ses familiers, mais cette dernière était aussi un reliquaire monumental, et une collégiale avec un collège de chanoines fondé par saint Louis pour la garde des reliques.

## Historique des vitraux

### Réalisation des vitraux duXIIIesiècle
Saint Louis a tenu aux vitraux de la Sainte-Chapelle, et sa seconde charte de fondation précise que les maîtres-chapelains doivent assurer l'entretien des vitraux et des luminaires, en prélevant les sommes engagées sur leur traitement.
On ignore qui a conçu le programme iconographique des vitraux. L'iconographie est peut-être tirée de la Bible moralisée de Tolède, très richement illustrée, et un peu antérieure à la Sainte-Chapelle.
Comme presque toujours au Moyen Âge, le nom des artisans, qui ne sont pas encore considérés comme des artistes, sont anonymes. On ne sait pas de quels ateliers ils sortent, ni à plus forte raison qui sont les peintres sur verre qui les ont confectionnés et combien d'artistes ont participé pour permettre leur réalisation en moins de quatre ans. Les historiens d'art ne sont pas unanimes sur la question si les vitraux ont été fournis par plusieurs ateliers différents.
En faisant abstraction de légères différences stylistiques, l'on peut en tout cas définir un style propre à la Sainte-Chapelle, qui est commun à tous ses vitraux du XIIIe siècle. Il se caractérise par des personnages masculins de proportions élancées, avec une tête plutôt ronde sans menton prononcé, enveloppés dans un manteau qui souligne la silhouette sans l'amplifier, aux plis souples mais traité d'une façon stéréotypée, et retenu par une main d'un geste toujours semblable. Parmi les accessoires, figure fréquemment un arbre aux feuilles d'artichaut. Basé sur cette analyse, des affinités avec des vitraux à Clermont-Ferrand, au Mans, à Saint-Julien-du-Sault et du déambulatoire de la cathédrale Saint-Gervais-et-Saint-Protais de Soissons ont été découvertes, ce qui donne à penser que ces villes ont été approvisionnées par les mêmes ateliers parisiens.
À partir de l'analyse stylistique, Louis Grodecki a distingué trois ateliers qui ont travaillé en même temps à la réalisation des vitraux :
1. l'atelier principal : il aurait réalisé les verrières du côté nord de la nef et de l'abside, sauf celles d'Ézéchiel et de Daniel,
2. l'atelier du Maître d'Ézéchiel : il aurait réalisé les vitraux des baies consacrées aux livres d'Ézéchiel, de Daniel et des Rois,
3. l'atelier du Maître de Judith et d'Esther auquel il attribue les verrières de Judith, de Job et du livre d'Esther,

La verrière l'histoire des reliques de la Passion aurait été réalisée par une collaboration entre l'atelier principal et celui du Maître d'Ézéchiel.

### Entretiens et restaurations avant la Révolution. La rose occidentale de la fin duXVesiècle

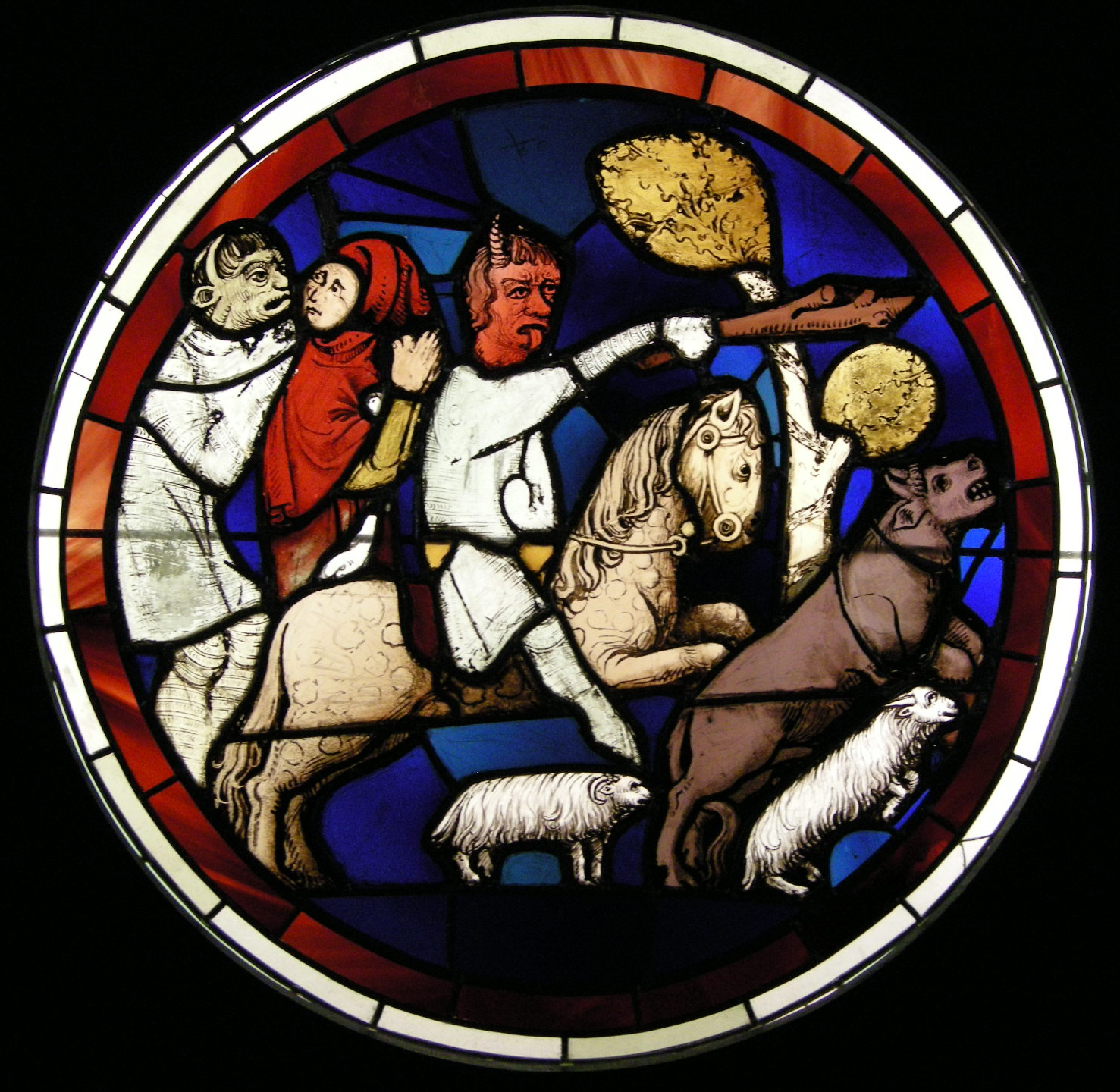
Vitrail de Job - diable faisant fuir les troupeaux de Job. Panneau du XVe siècle comportant des éléments anciens, déposé au musée de Cluny.

La première restauration a lieu dès la fin du XIIIe siècle, et d'autres suivent aux XIVe et XVe siècles. Il est intéressant de constater que jusqu'au XIVe siècle, les restaurateurs ne tiennent pas compte du style de l'œuvre, et travaillent dans leur propre style, qui est influencé par leur époque. Au XVe siècle, quand l'art du vitrail s'est considérablement éloigné du style du XIIIe siècle, les restaurateurs prennent soin d'imiter soigneusement le style d'origine. Une fenêtre située au nord a disparu au moment de la construction du Trésor des Chartes.

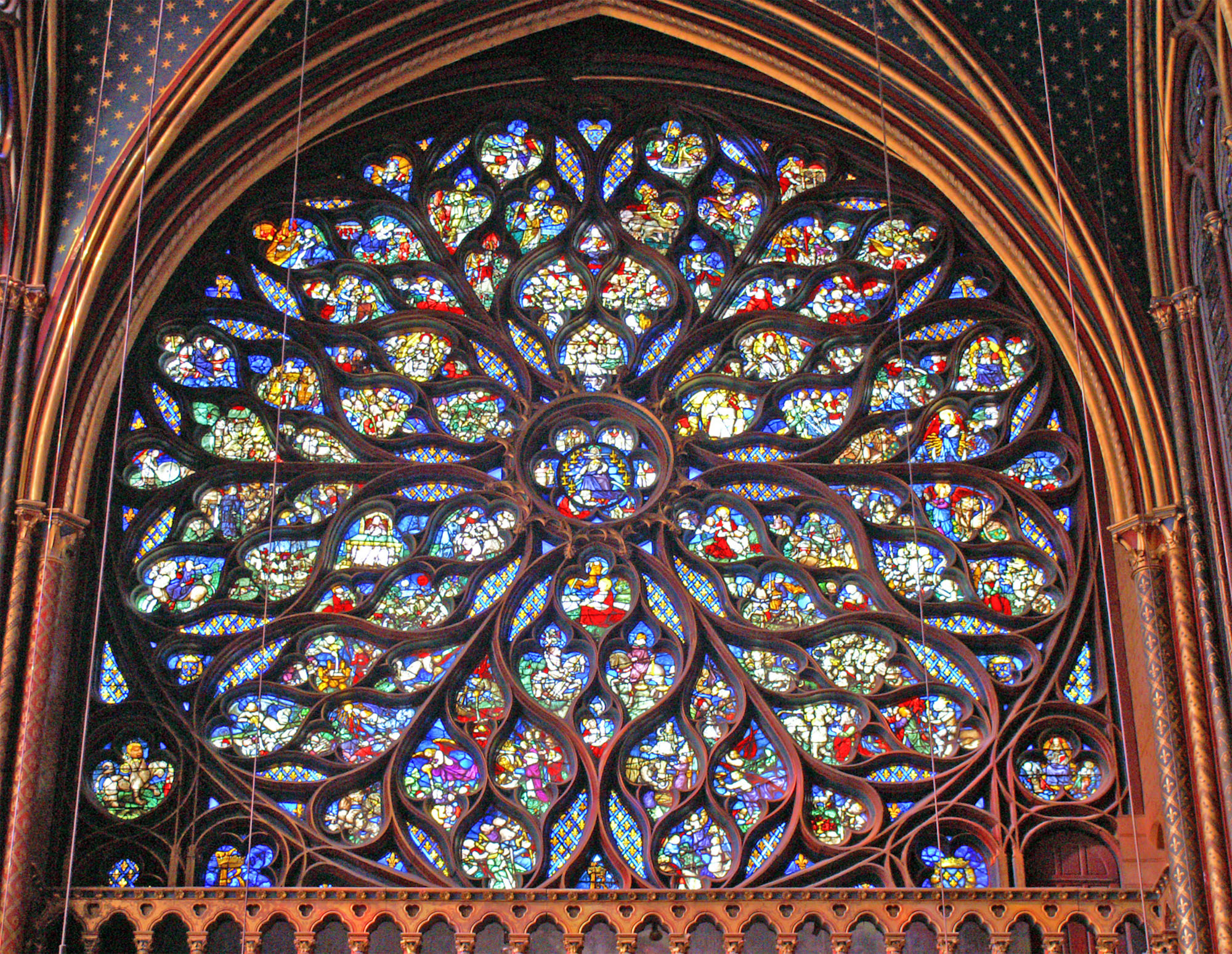
Rosace occidentale de la fin du XVe siècle : l'Apocalypse.

La rose occidentale du XIIIe siècle devait déjà être consacrée à la représentation de l'Apocalypse comme semble le montrer un fragment conservé. Elle a été remplacée sous le règne de Charles VIII. Les travaux ont dû être commencés après les travaux ordonnés par le roi le 15 janvier 1485 et avant 1498, date de sa mort, car on voit le chiffre royal K.
La rose occidentale dont le style rappelle l'art du peintre Henri de Vulcop peut être rapprochée de celui de l'atelier parisien dit « atelier du Maître de la vie de Saint-Jean-Baptiste ».
En 1493, un buffet d'orgue est placé dans la première travée de la chapelle supérieure. Il est refait en 1583 puis en 1752. Il occupe alors toute la largeur de la nef et s'appuie contre les verrières.

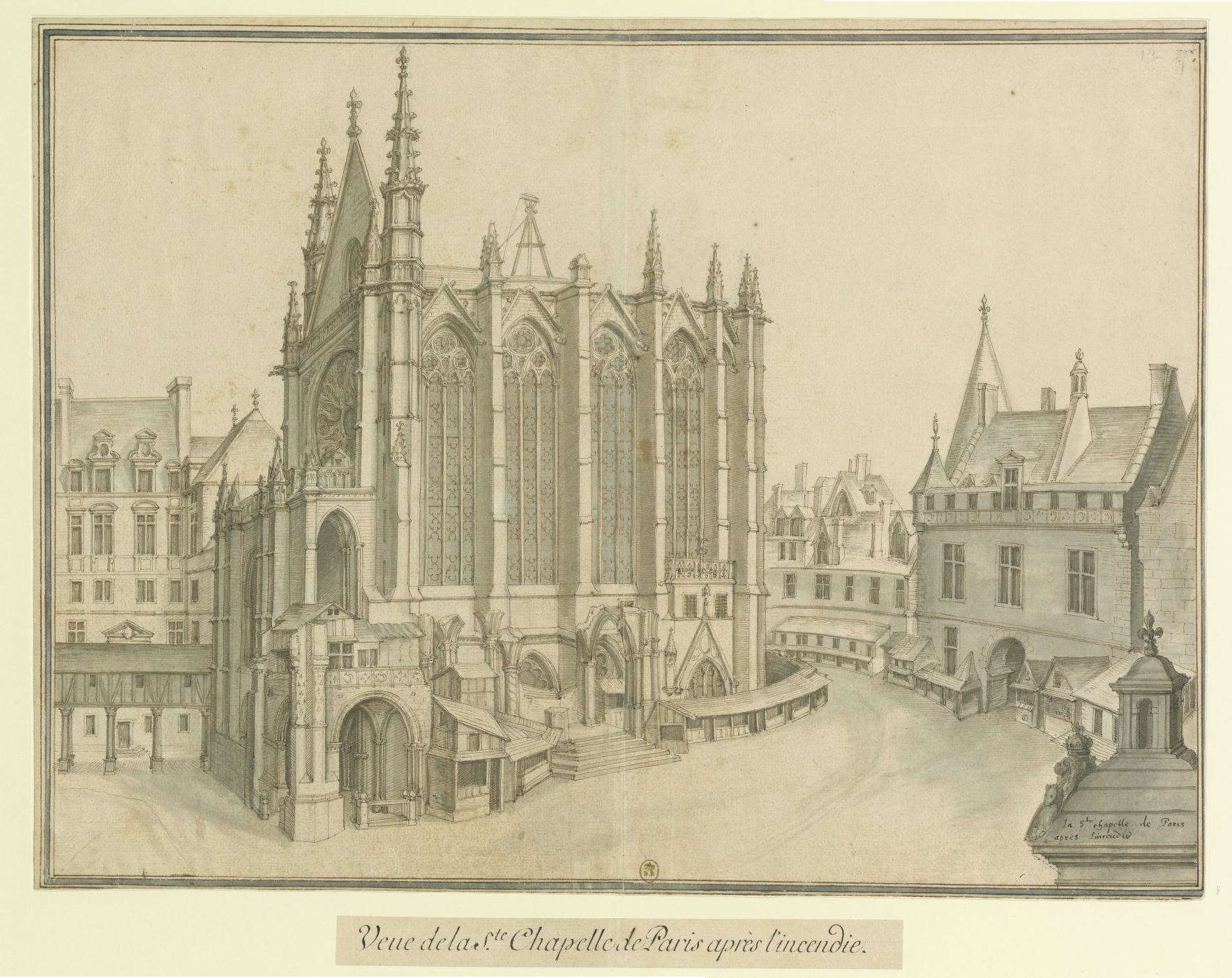
Vue de la Saint-Chapelle après l'incendie de 1630

Curieusement, on n'a détecté aucune restauration au cours du XVIe siècle, quand l'art du vitrail est à son apogée. On ignore si l'incendie de 1630 qui a détruit la flèche a eu des conséquences sur les vitraux. En 1690, une grande inondation entraîne la disparition des vitraux de la chapelle basse qui n'ont été restitués qu'au XIXe siècle.
L'art du vitrail disparaît au XVIIe siècle, et il n'y a bientôt plus de peintres sur verre, la fabrication du verre coloré cesse, et les méthodes sont oubliées. Pourtant il y a besoin de procéder à des réparations, des restaurations à proprement parler n'étant plus possibles. Beaucoup d'églises sont privés de leurs vitraux, qui ne sont guère appréciés à la période du Classicisme. Les maîtres-vitriers récupèrent les panneaux en bon état et les stockent. Quand ils sont sollicités pour une réparation, ils tirent de leur collection des pièces appropriées, ou rassemblent des panneaux pour se rapprocher des motifs d'origine. Une telle réparation a lieu en 1765, et grâce à elle, les vitraux de la chapelle haute ne sont pas arrachés. En 1783, l'architecte Guillaume-Martin Couture suggère leur suppression, mais son projet est rejeté.

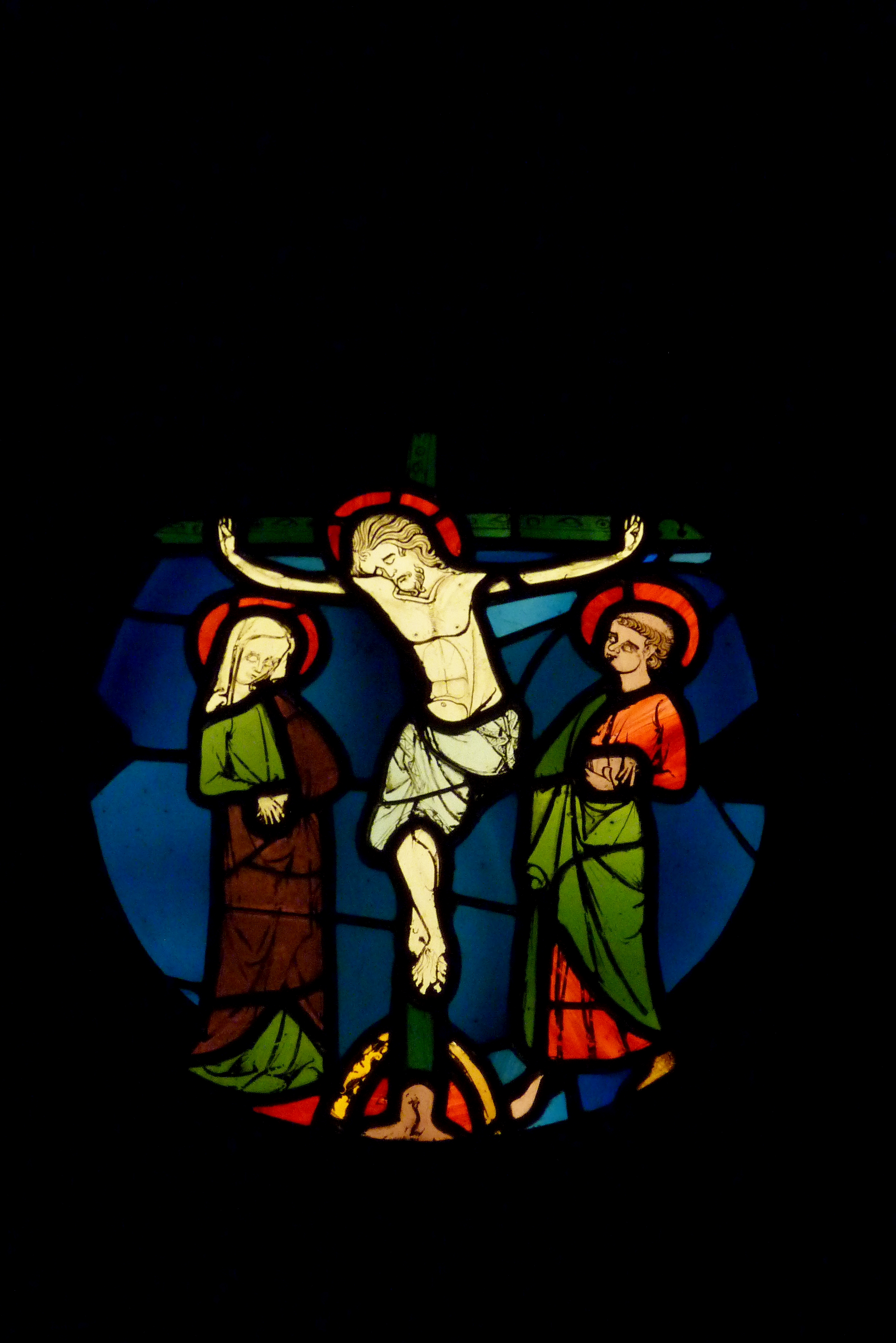
Crucifixion. Bouche-trou étranger à la Sainte-Chapelle, monté sans doute au XVIIIe siècle et déposé au musée de Cluny.

### Les vitraux pendant la Révolution jusqu'en 1837
La Sainte-Chapelle a servi d'entrepôt à farines, puis elle a été transformée en dépôt d'archives de 1803 à 1838. Les fenêtres sont alors murées jusqu'à 2,5 mètres de hauteur au-dessus de l'allège. Les panneaux concernés des vitraux sont détruits ou démontés et vendus au peintre-vitrier Oran qui demeurait alors rue Sainte-Anne-du-Palais qui les a revendus à divers particuliers. Ils sont en grande partie rachetés par des collectionneurs anglais, car outre-Manche, le mouvement pour la préservation du patrimoine naît dès le tout début du XIXe siècle. Des vitraux de la Sainte-Chapelle se retrouvent ainsi dans des musées anglais, dans les églises de Twycross et Wilton, et même à la cathédrale de Canterbury. Des éléments se trouvent aussi à Rouen et au musée de Cluny.

### La restauration des vitraux à partir de 1849
La restauration des vitraux en France ne commence qu'au cours des années 1830 ; toutes les méthodes sont a redécouvrir, et les artisans d'art à former. Le premier vitrail neuf dans le style du Moyen Âge est installé en 1839 dans l'église Saint-Germain-l'Auxerrois.
La restauration de la Sainte-Chapelle est décidée en 1837 par Louis-Philippe Ier et lancée en 1845, confiée successivement à Félix Duban, aidé par Eugène Viollet-le-Duc, puis par Jean-Baptiste-Antoine Lassus. Les restaurateurs des vitraux sont recrutés par concours en 1849. Le lauréat, Henri Gérente , meurt prématurément en 1849. On confie l'organisation de l'iconographie au baron Ferdinand de Guilhermy, les cartons à Auguste Steinheil, et la réalisation à Antoine Lusson qui était arrivé deuxième au concours de 1849. Il n'y a pas seulement des manques à déplorer, mais de nombreux panneaux sont en désordre ou installés dans de mauvaises fenêtres. Un démontage total de l'ensemble des vitraux et un classement de toutes les scènes se serait imposé, démarche qui paraît toutefois trop risqué et trop difficile à mettre en œuvre matériellement. Ainsi, les vitraux sont démontés puis restaurés l'un après l'autre, en commençant par la Genèse. Le but est de tout restituer dans son état en 1248. On élimine donc les scènes restaurées aux XIIIe et XIVe siècles, ainsi que les bouche-trou insérés aux XVIIe et XVIIIe siècles, mais chaque élément déposé bénéficie d'un relevé sous la forme d'une aquarelle extrêmement détaillé. La plupart des éléments déposés sont donnés au musée de Cluny. Puis les scènes manquantes sont repeintes, en prenant comme modèle des personnages dans des postures analogues sur d'autres vitraux, et en s'inspirant également de la Bible moralisée. Les panneaux anciens sont nettoyés, et les plomberies refaits. Puis l'ensemble est monté. Si des panneaux anciens considérés comme manquants sont retrouvés ultérieurement sur une autre fenêtre, ils sont souvent montés à la place de panneaux neufs, dont la confection aura donc été vaine. Les erreurs sont rares ; on peut citer plusieurs panneaux anciens du vitrail des Juges qui étaient placés dans le vitrail de la Genèse, et qu'on a omis de réutiliser.
Globalement la restauration du milieu du XIXe siècle est exemplaire et extrêmement respectueuse de la préservation de l'authenticité ; elle force encore l'admiration des experts. Seule la maxime du rétablissement de l'état primitif ne prévaut plus, et l'on ne déposerait plus les scènes ayant connu des restaurations anciennes.
En 1918 et 1939, les vitraux ont été entièrement démontés en raison des Guerres mondiales, mais ils ont été remontés en l'état.
Il n'y a pas eu de restauration jusqu'au nettoyage et redressement des armatures métalliques à partir des années 1970. La pollution ambiante et l'oxydation avaient obscurci les vitraux, ce qui a contribué à forger l'opinion que les églises gothiques étaient sombres. La dernière tranche du programme commence en 2008 et se clôt en 2014 avec la restauration de la rosace de l'Apocalypse par les Ateliers Vitrail France digne successeurs manceaux d'Antoine Lusson. Les statues extérieures sont également restaurées et un double vitrage (extérieur) n'altérant pas le passage de la lumière est installé.

## Présentation
Les verrières de la chapelle haute constituent une bible de verre. Elles forment un ensemble de 15 fenêtres réparties sur les deux faces de la nef et l'abside. Elles se composent de 8 grandes baies à quatre lancettes d'une hauteur de 15,35 m de hauteur et de 4,70 m environ dans la nef et de 7 baies à deux lancettes d'une hauteur de 13,45 m de hauteur et 2,10 m de large dans l'abside. Au total, cet ensemble est composé de 1 113 panneaux figurés. Ce choix d'une structure allégée donnant une surface vitrée presque continue de verrières donne un effet d'une extraordinaire richesse et préciosité. La façade occidentale est décorée par une rose. Le programme iconographique permet de comprendre la signification de cette chapelle haute.
La superficie vitrée de la chapelle haute porte sur 615 m2 environ, sans la rosace. Tous les vitraux étaient en place dès l'origine, mais un nombre important a été refait au milieu du XIXe siècle, sans altérer le rendu général et dans le parfait respect de l'iconographie et du style d'origine. Le XIIIe siècle connaissait deux types de vitraux : ceux destinés aux fenêtres hautes, au transept et à l'abside, qui étaient conçus pour être vues de loin et transmettaient des messages symboliques souvent axés sur le pouvoir royal ou ecclésiastique, et ceux destinés aux collatéraux, qui étaient conçus pour être contemplés de près et comportent des cycles narratifs, avec une iconographie très proche des enluminures. Puisque la Sainte-Chapelle n'a pas de collatéraux, les fenêtres descendent assez bas, et le spectateur est très proche des registres inférieur des vitraux, ce qui a motivé le choix du type de vitraux habituellement propres aux collatéraux. Mais les fenêtres latérales atteignent près de quinze mètres de hauteur, et la lecture des registres moyens et supérieurs en devient très malaisée en raison de l'éloignement et de l'effort de concentration que demande le déchiffrage de ces miniatures. Leur nombre élevé met bien en relief leur petite dimension : l'on ne compte pas moins de mille cent treize scènes. Pour cette raison, la Sainte-Chapelle est restée le seul édifice religieux où ce type de vitraux a été généralisé. Il a été introduit partiellement dans les fenêtres hautes de la cathédrale de Clermont-Ferrand et de Tours, mais ces essais sont restés sans lendemain. Indépendamment de leur signification, les dominantes rouge et bleue des vitraux donnent à la chapelle son éclat, et la polychromie architecturale est centrée sur ces mêmes couleurs.
La lecture se fait de la gauche à la droite, et du bas vers le haut, ligne par ligne. Il n'y a pas d'enchevêtrement de scènes, mais le dessin des ferrures délimitant les panneaux met certains panneaux en avant au détriment des autres, et le visiteur peut en déduire un rapport hiérarchique qui, en réalité, n'existe pas. Le récit reste toujours linéaire, sauf que certains types de scènes sont récurrents : ce sont celles qui relatent un couronnement. Par manque de place, d'autres scènes utiles à la compréhension n'ont parfois pas été retenues pour les vitraux. L'on compte huit fenêtres latérales, sept fenêtres de l'abside, et la rosace occidentale. Chacune des fenêtres présente un dessin différent, composé essentiellement d'ellipses ou amandes, quadrilobes, losanges et cercles. Habituellement, l'on peut distinguer entre les panneaux historiés, l'encadrement et la mosaïque de fond, mais parfois la représentation est plus dense, et la mosaïque de fond se trouve supprimé. La lecture commence par la première fenêtre au nord et le début de l'Ancien Testament, et s'achève par la rosace dédiée à l'Apocalypse : ses vitraux datent de la fin du XVe siècle et sont plus clairs, mais le sujet était déjà le même au XIIIe siècle, comme le prouvent des fragments retrouvés. Le programme narratif commence par la Création, illustre l'histoire du peuple hébreu jusqu'à son installation en Israël avec l'installation de la royauté, et se termine par l'histoire de saint Louis recevant les reliques de la Passion. Il s'y insère un cycle prophétique autour de la vie de Jésus-Christ, encadré par les vies de saint Jean le Baptiste qui annonce l'Agneau de Dieu, et de l'apôtre Jean qui a la vision de l'Apocalypse. Les vitraux se référant à l'histoire du peuple de Dieu sont rassemblés dans la nef où prennent place les fidèles ; leur message est facilement compréhensible pour chacun qui a une bonne connaissance de l'Ancien Testament. Les vitraux aux sujets prophétiques véhiculent un message plus spirituel, et sont à ce titre regroupés dans l'abside, réservé au clergé. Il n'y a pas de vitraux hagiographiques, saint Jean l'apôtre et saint Jean le Baptiste n'étant pas représentés en tant que saints.

## Iconographie

### Programme général

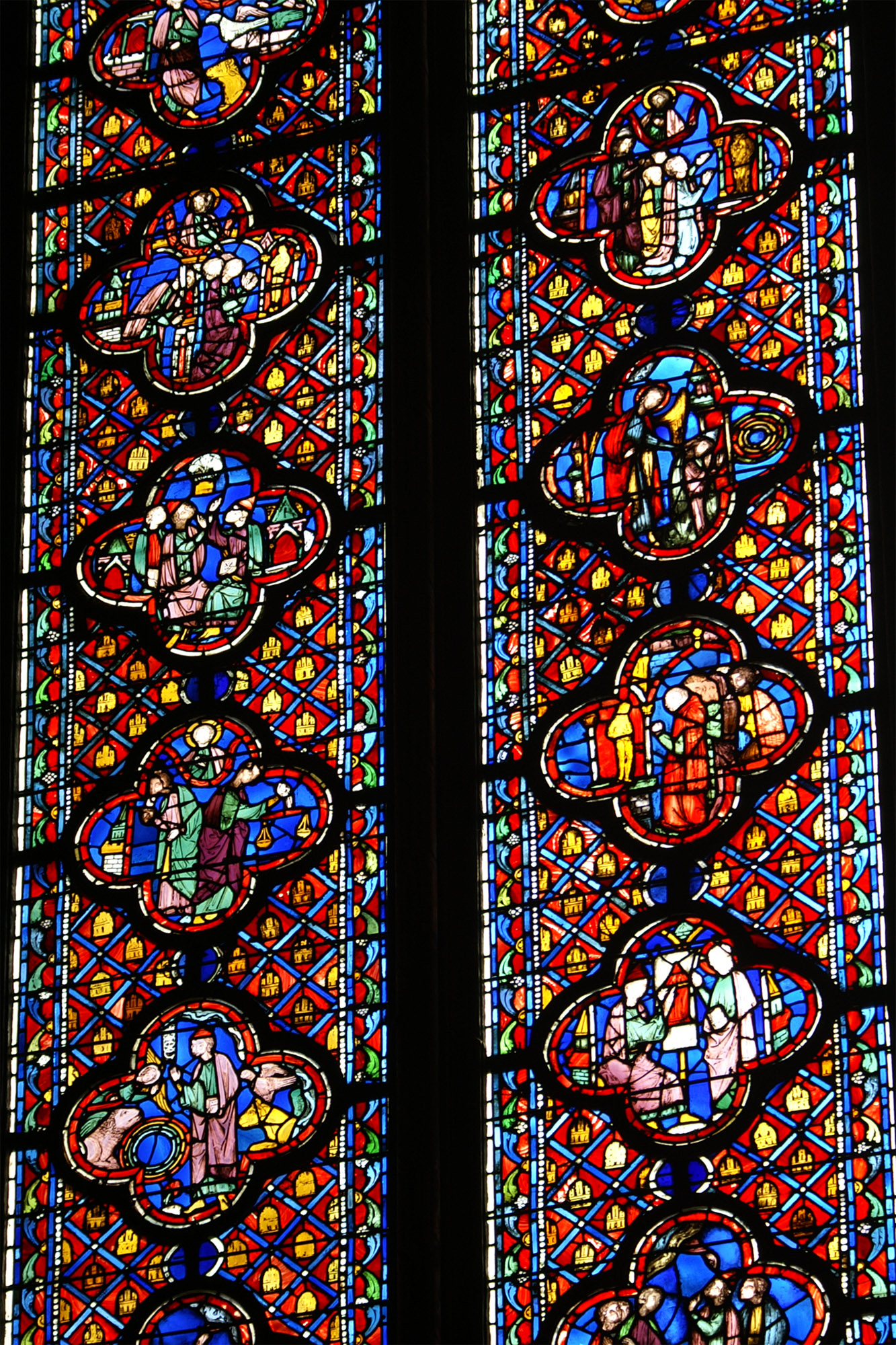
Vitrail d'Ezechiel.

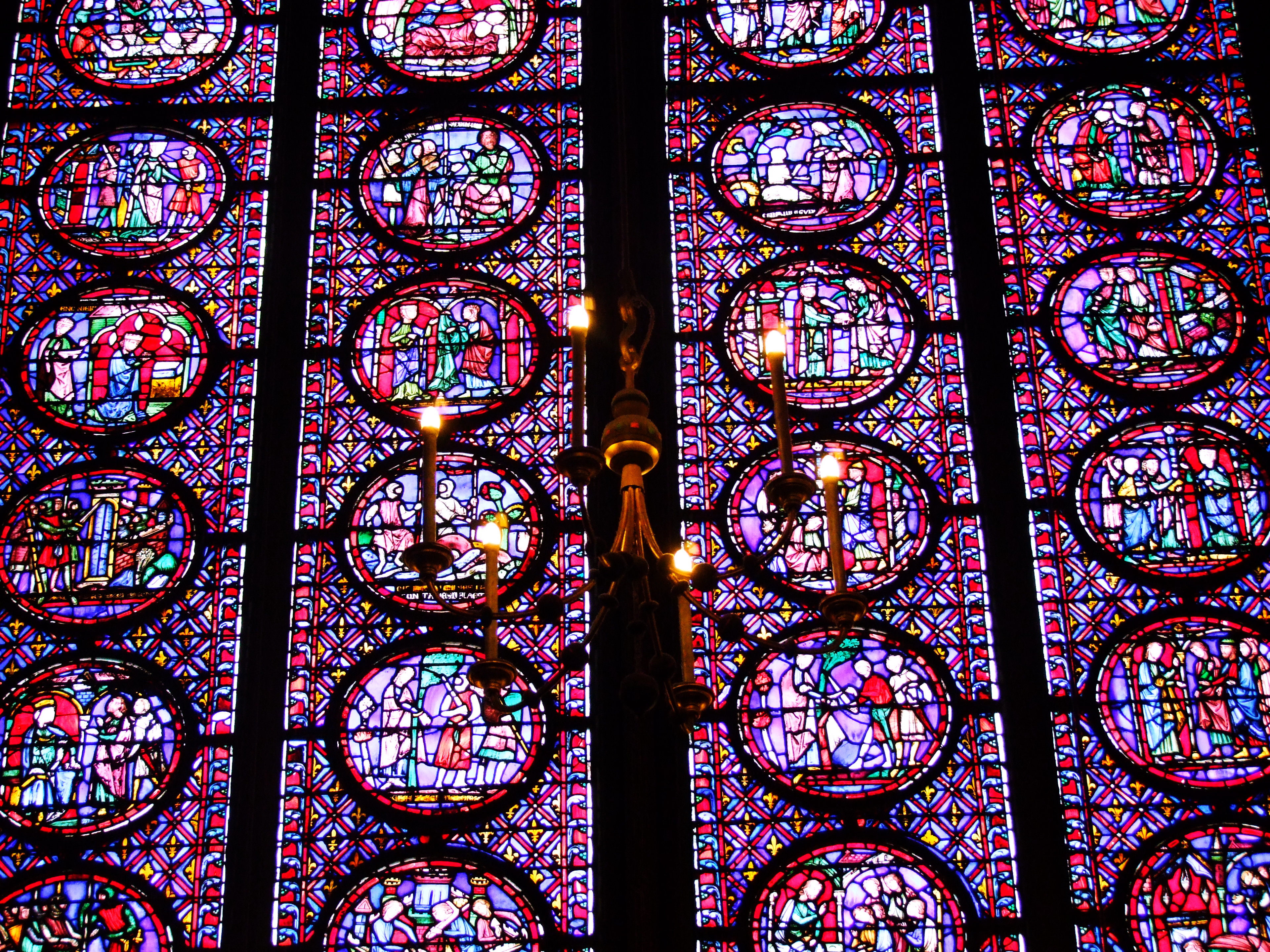
Vitrail de Judith et de Job.

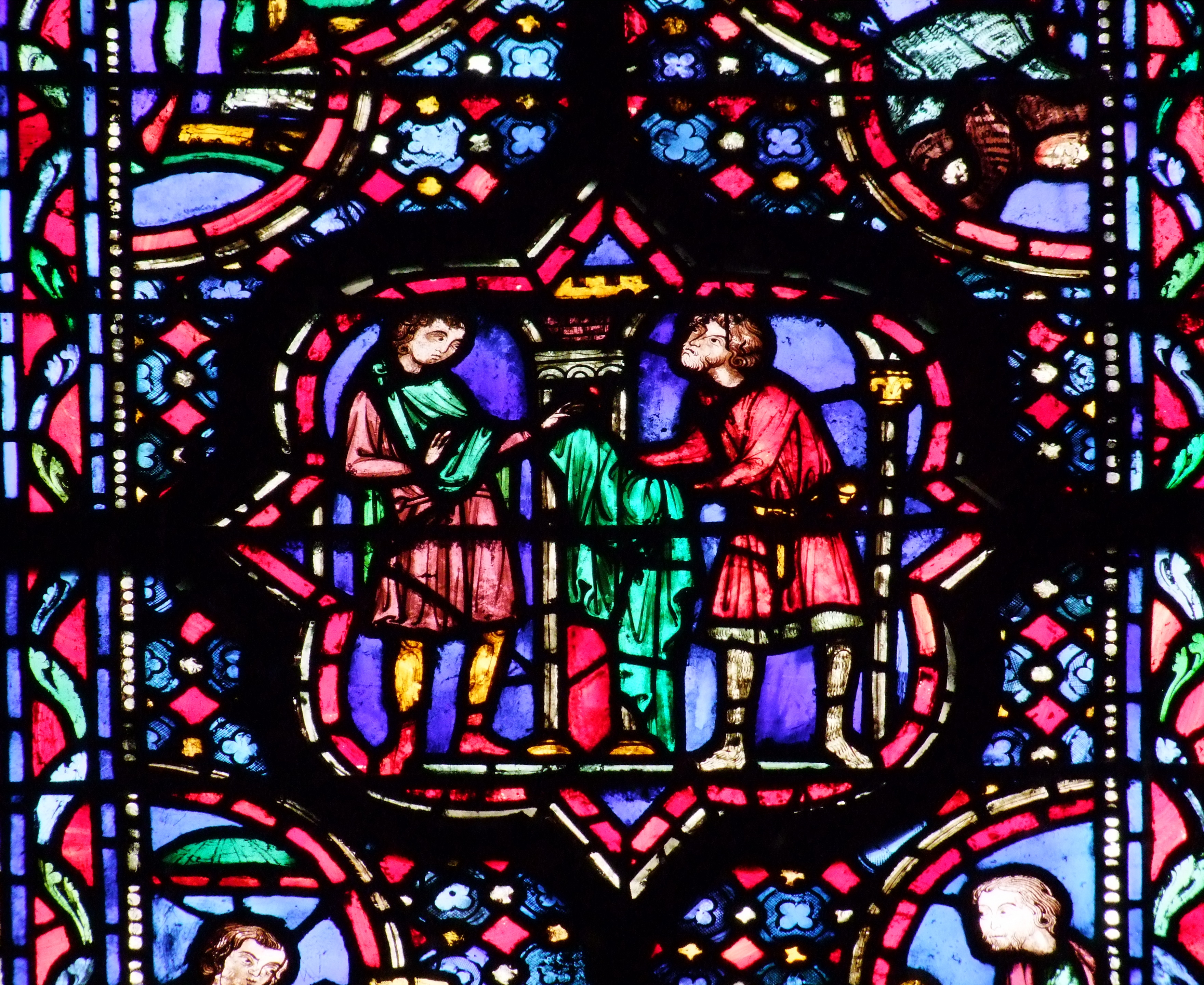
Détails d’un vitrail.

Le programme iconographique se répartit entre l'Ancien Testament avec onze verrières, le Nouveau Testament au chevet avec trois verrières, l'histoire de la Passion du Christ avec une verrière et l'Apocalypse sur la rose occidentale.
En général, on décrit les vitraux de la chapelle haute en partant de la fenêtre au nord voisine de la façade ouest pour continuer jusqu'à la fenêtre près de la façade au sud. Pour Louis Grodecki et Jean Verrier, il faut distinguer dans l'ensemble des verrières plusieurs cycles. 
- Le premier cycle serait le "cycle historique" de la Bible dans les fenêtres latérales de la nef, côté nord (baies O à L) et côté sud (baies D à B), ainsi que les deux fenêtres de l'abside justes adjacentes (baies K et E). L'ordre des fenêtres n'est conforme à l'ordre de l'Ancien Testament que pour les verrières côté nord : baie O = Genèse, baie N = Exode, baie M = Nombres et Lévitique, baie L = Deutéronome, baie K = Livre des Juges. Pour les verrières côté sud : baie E lancette droite = Tobie, baie D = Judith et Job, baie C = Esther, baie B = Rois. L'ordre des vitraux côté sud aurait dû être Rois, Tobie, Judith et Esther.
- Le deuxième cycle se trouvant au chevet est consacrée à la Première Venue du Christ, des Témoins et des prophètes qui l'ont annoncé, avec, dans l'axe de la chapelle, baie H, la Passion du Christ, à côté, baie I lancette droite, Enfance du Christ, encadrées, baie I lancette gauche, la vie de saint Jean l'Évangéliste, et baie G lancette gauche, la vie de saint Jean-Baptiste. De part et d'autre sont disposées des verrières sur les prophètes, Isaïe (baie J), Daniel (baie G lancette droite), Ézéchiel (baie F), Jérémie (baie E lancette gauche). L' Arbre de Jessé est représenté dans la baie J lancette droite et fait partie de l'ensemble prophétique en tant que vision du prophète Isaïe.
- Une fenêtre, en baie A, sur la Translation des Reliques.
- Rose occidentale consacrée à l'Apocalypse.

D'après Louis Grodecki, le sens général des vitraux serait l'histoire de la Rédemption par la Passion du Christ à la suite de l'Ancien Testament et reliée à lui par la parole des témoins et des prophètes qui l'ont annoncée. À la première venue du Christ du chevet, du côté du Levant, répond la Seconde Venue du Christ, ou parousie, de la rose, du côté du Couchant. Il récuse l'interprétation d'Émile Mâle qui ne voyait dans les vitraux de la Sainte-Chapelle qu'un simple récit car il n'y a aucun vitrail typologique. Il y a pour lui un sens profond, mais qui nécessite de considérer l'ensemble de la vitrerie comme l'écrit François Gébelin, il faut « embrasser l'ensemble de la vitrerie pour en pénétrer la signification symbolique ».
La chapelle haute étant réservée à la famille royale et à ses familiers, les verrières peuvent être lues comme une leçon de morale religieuse en montrant une série de rois et de héros bibliques qui servent de modèles édifiants ou de contre-modèles. Elles ont alors pour but de parler à leur conscience en leur montrant la voie pour assurer leur salut. Françoise Perrot reprend l'interprétation en deux cycles proposée par Louis Grodecki, mais en les associant aux deux parties de la chapelle haute : 
- la nef réservée aux laïcs, avec des vitraux narratifs consacrés à l'Ancien Testament et l'histoire des reliques,
- le chœur liturgique, réservé aux chanoines et au roi, avec les vitraux de l'Enfance du Christ, de la Passion et des deux saints Jean, le Baptiste qui est considéré comme le dernier prophète, et l'Évangéliste qui est le visionnaire de l'Apocalypse.

Pour Yves Christe et ses collaborateurs, le programme iconographique des vitraux de la Sainte-Chapelle est plus de nature politique que morale ou typologique. La vitrerie serait un testament politique de Saint Louis avant son départ pour la croisade. Ils ont montré les liens qu'il y avait pour certains vitraux avec cinq Bibles moralisées dont quatre sont antérieures à l'acquisition des reliques. Ce rapprochement est fort pour les vitraux des grands prophètes et beaucoup plus lâche pour ceux du côté sud de la nef.
Alyce A. Jordan a noté un parallèle entre les modes narratifs employés dans la littérature précédant la décoration de la Sainte-Chapelle et le type de narration adopté dans ses verrières, en particulier celles de la nef. Ces procédés littéraires, en particulier l' amplificatio, sont utilisés dans les vitraux avec la répétition de certains types de scènes tels que les couronnements, les batailles, les scènes de négociations. Le programme iconographique serait de montrer la nature de la royauté : sa continuité dans l’Ancien Testament, la permanence de la dynastie, le devoir du roi d’assurer la protection de l’Église et de son peuple, la glorification du couronnement.

### Description des vitraux
En commençant par la première fenêtre au nord et dans le sens de l'aiguille d'une horloge, les vitraux des quinze baies (verrières du XIIIe siècle, 4 grandes de 15,35 m de haut et 4,70 m  de large de chaque côté de la nef, 7 plus petites pour l’abside, composées de 1 113 panneaux figurés, pour les deux tiers en verre d’origine) et de la rosace sont les suivants :
- Côté nord :
  - Baie O ou 13[16]: Vitrail de la Genèse (jusqu'au chapitre XLV) ; quatre-vingt-onze scènes, dont seulement les panneaux du tympan et partiellement sept panneaux des lancettes sont anciens. La fin se trouve sur le tympan de la fenêtre suivante[17],[18].
  - Baie N ou 11 : Vitrail de l'Exode ; cent-douze scènes, dont vingt-quatre ont été refaites. L'on note une insistance sur les sujets de Moïse comme élu de Dieu, car Dieu lui apparaît ou lui parle dans sept scènes ; Moïse comme législateur et Moïse comme chef religieux. Plusieurs panneaux supérieurs se rapportent au Lévitique et non à l'Exode[19],[20],[21].
  - Baie M ou 9 : Vitrail du livre des Nombres ; quatre-vingt-dix-sept scènes, dont vingt concernent le couronnement de princes de diverses tribus. Les scènes de batailles contre les ennemis de l'Israël occupent souvent les compartiments en amande, plus facilement lisibles. Avant la restauration, les scènes traitant des prescriptions religieuses étaient regroupées dans les registres supérieurs. Moïse est reconnaissable par les deux cornes, qui symbolisent les deux rayons de lumière, et Aaron a comme attribut la mitre au milieu d'une couronne. Ce vitrail est situé judicieusement au-dessus de la niche où prenait place Louis IX (bien que ce soit la niche côté sud qui est habituellement désignée comme oratoire de saint Louis. Le roi paraît ainsi comme un genre de vicaire royal investi par Moïse et Aaron, dont il prolonge la mission vis-à-vis du peuple français[22],[23].
  - Baie L ou 7 : Vitrail du Deutéronome et vitrail du livre de Josué ; soixante-cinq scènes. Du Deutéronome, ont été retenues les épisodes traitant de la lutte contre l'idolâtrie, la construction des villes de refuge et la désignation de Josué par Moïse comme son successeur. Le passage du Jourdain, la prise de Jéricho et le combat contre les infidèles sont les principales scènes tirées du livre de Josué. Le sujet récurrent de l’idolâtrie et les fréquentes scènes de bataille servent de justification morale aux Croisades. Le tympan est entièrement consacré à l'histoire de Ruth[24],[25].

- Abside :

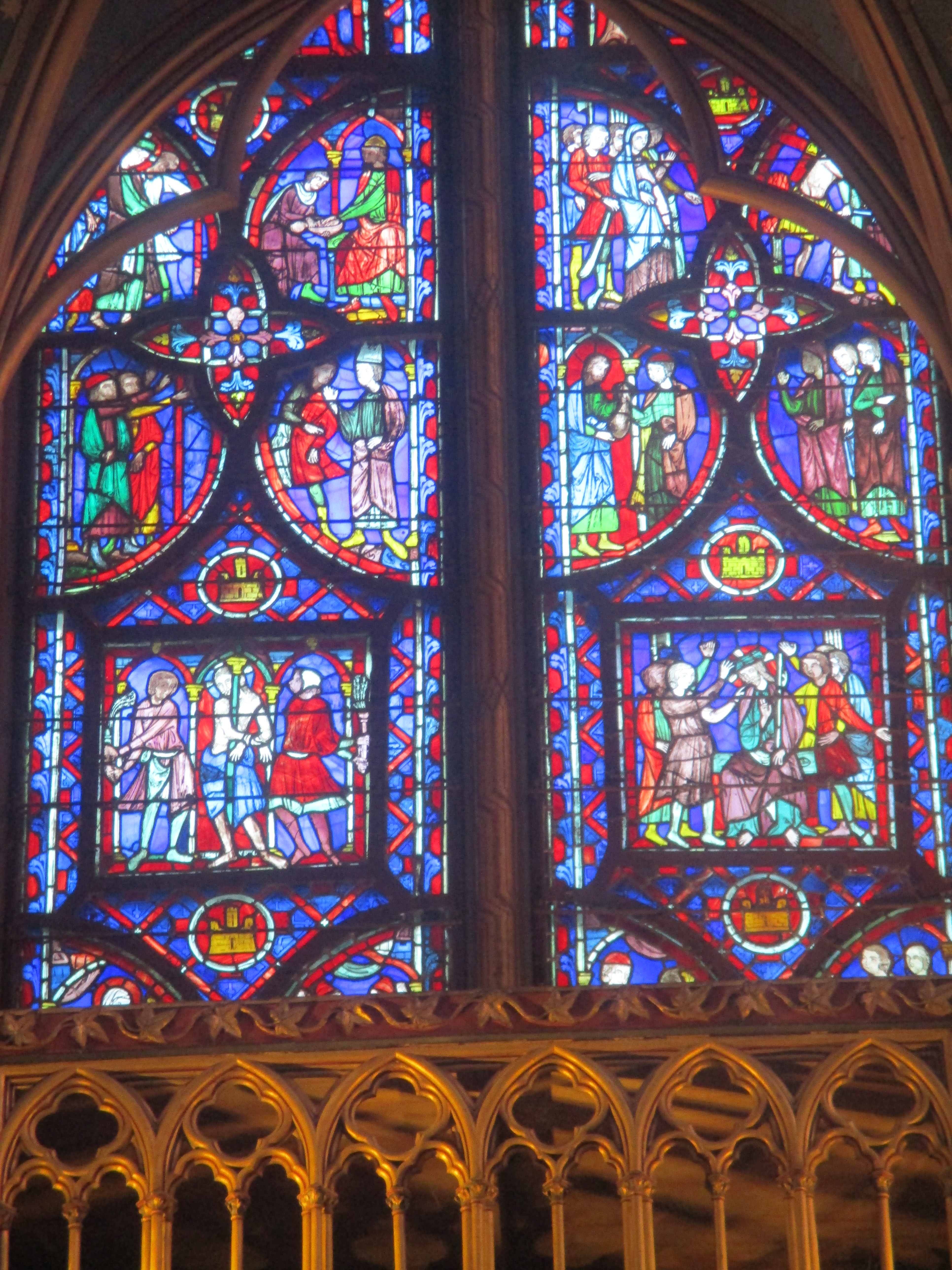
Vitrail de la Passion du Christ (abside).

  - Baie K ou 5 : Vitrail du livre des Juges ; largement restauré au XIXe siècle. La lancette de gauche est consacrée aux Juges, les chefs de l'ancien Israël, qui défendent le peuple contre les envahisseurs. On voit l'histoire de Gédéon, vainqueur des Madianites dont il se vengea cruellement ; du fils de Gédéon, Abimelech, couronné prince d'Israël ; de Jephté ; et de Samson, qui affronta les Philistins, l'un des héros les plus populaires de l'Ancien Testament, dont les aventures se rapprochent de celles d'Héraclès[26],[27].
  - Baie J ou 3 : Vitrail d'Isaïe ; avec en bas de la lancette de gauche, l'annonce de la venue du Christ. Comme particularité, les deux lancettes sont indépendantes : celle de gauche relate la vie et les prophéties d'Isaïe, et celle de droite est consacrée tout en entier à l'arbre de Jessé. Cette lancette est en partie inspirée par la préambule à l'Évangile selon Matthieu. Le cycle narratif tiré de l'Ancien Testament s'interrompt avec cette lancette[28],[29].
  - Baie I ou 1 : Vitrail de saint Jean l’Évangéliste et vitrail de l'Enfance du Christ ; réorganisé au XIXe siècle, la moitié des seize scènes sont refaites. Les thèmes se trouvent encore une fois réparties entre les deux lancettes. La raison pour la représentation de saint Jean à cet endroit s'explique apparemment par le fait qu'il soit considéré comme l'auteur de l'Apocalypse, qui fait largement référence à l'Ancien Testament[30],[31].
  - Baie H ou 0 : Vitrail de la Passion du Christ (vitrail d'axe) ; cinquante-sept scènes. Le récit va jusqu'à la Pentecôte qui donne son sens à la Passion, qui symbolise ainsi la Rédemption et le rachat de l'humanité par le sacrifice du Christ[32],[33].
  - Baie G ou 2 : Vitrail de la vie de saint Jean le Baptiste et vitrail du livre de Daniel. Les thèmes se trouvent pour une troisième fois réparties entre les deux lancettes. On voit la naissance du Précurseur, sa prédication où il annonce l'Agneau de Dieu, et son martyre. Les épisodes tirés du livre de Daniel sont la condamnation de l'idolâtrie, l'interprétation du songe de l'arbre de Nabuchodonosor, l'épisode de la fosse aux lions, et la vision de la bête à quatre cornes[34],[35].
  - Baie F ou 4 : Vitrail du livre d'Ézéchiel. Il se rapportent aux visions du prophète, concernant notamment les menaces de Dieu contre l'idolâtrie, la destruction de Jérusalem dont les habitants ont trahi Dieu, et l'alliance nouvelle que scellera David. Ce sont des paraboles qui résument l'histoire religieuse d'Israël, et les scènes retenues montrent souvent des parallèles avec l'Apocalypse. Ézéchiel voit également des visions avec les symboles des quatre Évangélistes[36],[37].
  - Baie E ou 6 : Vitrail de Jérémie et vitrail de Tobit ; cinquante scènes. Les deux lancettes sont indépendantes. La première raconte la vie de Jérémie et ses visions qui sont à l'origine de ses lamentations, et les péchés de l'Israël, en particulier l'idolâtrie, qui entraîne sa perte et la ruine de Jérusalem. La seconde lancette raconte comme la famille de Tobie est emmenée en captivité, où le père perd la vue ; puis son fils Tobit, guidé par l'archange Raphaël, pêche un poisson dont le fiel rend la vie à son père, et épouse Sara. Saint Louis affectionnait particulièrement le personnage de Tobit, et trois jours avant son propre mariage, il entra en prière pour faire comme Tobit[38],[39].
- Côté sud :
  - Baie D ou 8 : Vitrail de Judith et de vitrail de Job. Les quarante panneaux inférieurs traitent de l'histoire de Judith et relatent les circonstances qui l'amènent à assassiner Holopherne. Une partie des scènes sont commentées en français, au lieu d'être commentées en latin, langue officielle, ou de rester sans explications : ce semble être la première occurrence du français sur un vitrail, qui témoigne d'une prise de conscience. Certains livres destinés au roi comportent également des commentaires en français, qui devient progressivement l'égal du latin, langue de l'Église : elle n'a désormais plus le monopole de la vie intellectuelle[40],[41].
Sophie Lagabrielle a proposé une réinterprétation des vitraux du cycle de Judith à partir des éléments que possède le musée de Cluny. Pour cette nouvelle lecture, elle montre que certaines scènes de ce vitrail ne se retrouvent que dans le traité De eruditione filiorum nobilium de Vincent de Beauvais. Ce rapprochement est d'autant plus intéressant qu'il était un familier de Louis IX comme Guillaume d'Auxerre et Robert de Sorbon. On peut remarquer que ce traité n'a été remis au roi qu'en 1254, c'est-à-dire après la fin de la construction de la Sainte-Chapelle mais que la plupart des Bibles moralisées de l'époque ne commencent leur scénario qu'à partir du chapitre 6, et donc ignorent certaines scènes représentées sur ce vitrail. Cependant Yves Christe signale que ces scènes se retrouvent dans un psautier anglais se trouvant à la Staatsbibliothek de Munich antérieur à la réalisation des vitraux de la Sainte-Chapelle. On trouve dans les feuillets consacrés à l'histoire de Judith une mise en scène proche des vitraux de la Sainte-Chapelle. Aline Héritier a comparé dans un article paru en 2009 le cycle de Judith de la Sainte-Chapelle avec le Psautier anglais de Munich en montrant que les deux commencent et finissent par la même scène et que tous les deux ont surdéveloppé les scènes de guerre et de pillage et qu'ils opposent le bain de Judith en plein air et le bain de Bethsabée dans un baquet.
  - Baie C ou 10 : Vitrail du livre d'Esther ; cent-vingt panneaux. Esther réussit à épouser le roi de Perse, Assuérus, et fait triompher les partisans du juif Mardochée sur ceux d'Haman. Ce vitrail se situe au-dessus de la niche occupée par Blanche de Castille, dite oratoire de saint Louis, et face à la place du roi. Comme six autres vitraux, il comporte les châteaux de Castille du blason de la mère du roi à côté des fleurs de Lys. À travers l'histoire d'Esther, le vitrail rend hommage à Blanche de Castille, et l'on remarque à cette occasion qu'aucune référence n'est faite à la reine Marguerite de Provence dans toute la Sainte-Chapelle[42],[43].
  - Baie B ou 12 : Vitrail des livres des Rois ; cent vingt-et-une scènes. Elles sont tirées des deux livres des Rois et les deux livres de Samuel, que la Vulgate y assimile. L'ordre des livres dans la Vulgate a été modifié côté sud, afin que ce vitrail et celui de l'Apocalypse encadrent celui des Reliques, Louis IX devenant ainsi le roi guidant son peuple vers l'Apocalypse : comme le manifeste déjà le concept même de la Sainte-Chapelle, saint Louis s'affirme une fois de plus comme un guide non seulement politique, mais aussi spirituel : un roi-prêtre[44],[45].
  - Baie A ou 14 : Vitrail de l'histoire des reliques de la Passion ; presque entièrement refait et en grande partie réinventé au XIXe siècle. Aucune indication n'existait plus sur l'histoire de la Vraie Croix, retrouvée par sainte Hélène, mais dix-neuf panneaux anciens ont servi de modèle à l'épopée de la translation de la Sainte Couronne. Les vitraux narratifs faisant allusion à des événements contemporains, tels que celui-ci, sont tout à fait exceptionnels au XIIIe siècle[46],[47].

Sophie Lagabrielle fait une relecture radicale du vitrail de la baie A, dit de l'histoire des reliques, à partir du Speculum historiale de Vincent de Beauvais. Pour Alyce Jordan c'est the royal window. Sophie Lagabrielle voit dans ce vitrail trois cycles superposés : celui de Constantin, celui de Charlemagne et celui de saint Louis. Pour ce dernier , le récit est concentré sur l'acquisition des reliques. L'historienne a distingué trois couples de rois et de prélats qui se distinguent par la couleur des draps recouvrant les reliques : tissu vert pour saint Louis et l'évêque Gauthier, tissu jaune pour Charlemagne et l'évêque Turpin, tissu rouge pour Constantin et l'évêque Sylvestre. Yves Christe fait remarquer qu'une partie des panneaux utilisés pour justifier cette analyse avaient été rejetés par Guilhermy pour la légende de l'invention de la croix qu'il a entièrement réinventée, mais il adhère à l'interprétation générale. Par ailleurs, il fait remarquer qu'Hervé Pinoteau avait vu dans le panneau de la baie L,57 de la verrière de Josué la représentation d'une oriflamme qui était propre aux capétiens, ce qui pourrait indiquer que l'auteur du vitrail faisait du successeur de Moïse un précurseur de saint Louis.
- Façade occidentale :
  - Baie 15 : Vitrail de l’Apocalypse selon saint Jean (rosace occidentale) ; quatre-vingt-sept panneaux, dont sept ont été refaits, les autres datant du temps de Charles VIII. Certains panneaux anciens avaient été réutilisés comme bouche-trou dans les autres vitraux, par des restaurations anciennes. Ils ont été démontés au milieu du XIXe siècle et déposés au musée de Cluny. Le vitrail passe pour un chef-d'œuvre de l'art du vitrail de la fin du Moyen Âge. Depuis le début du XIVe siècle, l'innovation du jaune d'argent, pouvant être appliqué sur du verre blanc et sur du verre bleu, permet de rehausser des segments d'une seconde couleur. Les couleurs se multiplient, et la fragmentation des panneaux, et donc la proportion du plomb, diminue en même temps. La transparence du verre est améliorée, et un traitement à plus grande échelle facilite la lecture. En revanche, les scènes peuvent se répartir sur deux panneaux séparés d'un meneau de pierre[48],[49].

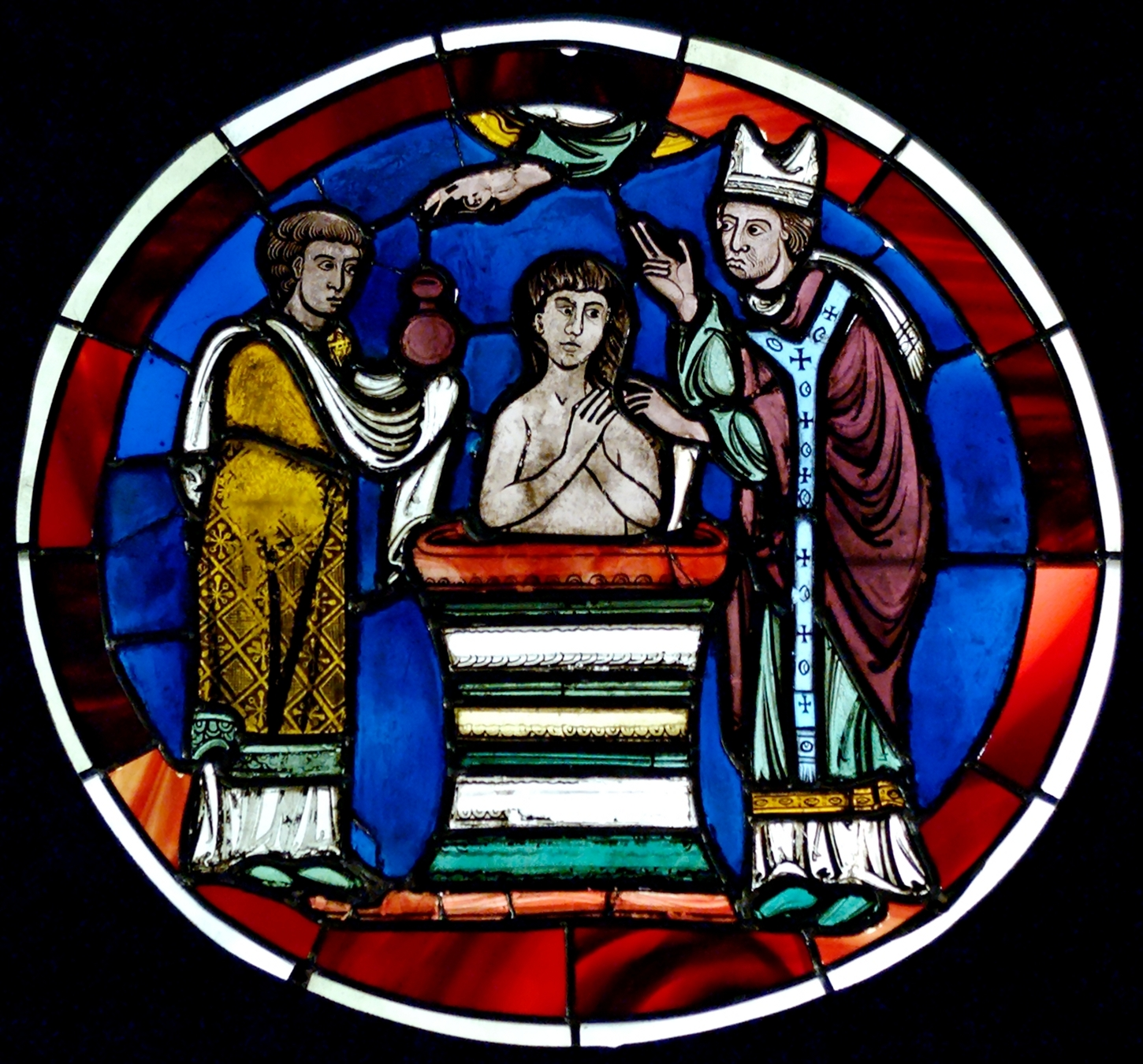
Détail d’un vitrail (musée de Cluny).

- L'annexe sud de la chapelle haute, appelée « oratoire de saint Louis », était éclairée avant la Révolution par un vitrail représentant saint Louis à genoux devant une croix surmontée par une couronne d'épines. En 1854, on a installé dans deux baies orientées vers le sud des fragments provenant de panneaux éliminés de la chapelle haute.
- Dans la sacristie, annexe nord de la chapelle haute, ont été déposés dans les deux fenêtres quatre panneaux éliminés de la chapelle au cours de la restauration de 1848-1852[50].
- Chapelle basse : L'ensemble des vitraux originaux de la chapelle basse ont disparu dans l'inondation de 1690. Les huit vitraux de la chapelle datent du XIXe siècle sur des sujets proposés par François de Guilhermy et réalisés par Steinheil. L'ensemble de ces vitraux a trait à la vie de la Vierge :
  - Première travée : au nord, les offrandes d'Anne et Joachim sont refusées par le grand prêtre, au sud, apparition de l'ange à Joachim.
  - Deuxième travée : au nord, apparition de l'ange à Anne, au sud, rencontre à la Porte Dorée.
  - Troisième travée : au nord, nativité de la Vierge, au sud, présentation de la Vierge au temple.
  - Quatrième travée : au nord, éducation de la Vierge au temple, au sud, mariage de la Vierge.
  - Chevet : baie d'axe, couronnement de la Vierge. Dans les six baies, de part et d'autre, autres scènes de la vie de la Vierge.

Des éléments des vitraux provenant de la Sainte-Chapelle ont été déposés :
- au musée de Cluny à la suite d'une décision prise en 1850 après la restauration de 1848-1853[51],
- au musée départemental de Rouen, à la suite de l'achat de quatre panneaux en 1836 chez une Dame Delaunay[52],
- au musée Victoria and Albert de Londres, des panneaux donnés en 1864 par Henry Vaugan[53],
- dans l'église paroissiale de Twycross, des panneaux donnés probablement par Sir J. Wathen Waller, valet de la chambre du roi Guillaume IV, marié à la dernière fille de l'amiral Lord Howe[54].

D'autres éléments de vitraux ont été retrouvés à Canterbury et au Laboratoire des monuments historiques.

## Conservation
- Baie O ou 13 : le vitrail a été gravement endommagé depuis le XVIe siècle au moment de la pose de l'orgue et des travaux de reconstruction du Palais au XVIIIe siècle. François de Guilhermy a écrit qu'il n'y avait que 7 sujets anciens dans les lancettes et que 5 panneaux étaient d'origine étrangère du XIIe siècle et du XIVe siècle assez intéressants pour être déposés au musée de Cluny.
- Baie N ou 11 : c'est une des mieux conservées. Sur 121 scènes, 92 sont anciennes mais ont subi des réparations.
- Baie M ou 9 : sur 97 panneaux, 70 sont anciens, plus ou moins restaurés. Des panneaux manquants ont été retrouvés à Twycross et au Musée de Rouen.
- Baie L ou 7 : sur les 65 panneaux historiés, 53 sont anciens, plus ou moins restaurés. Certains panneaux (L-40, L-41, L-57, L-72, L-73, ...) sont de très bonne conservation.
- Baie K ou 5 : c'est une des moins bien conservées parmi les verrières. Sur 64 panneaux figurés, 26 sont anciens.
- Baie J ou 3 : la conservation de cette fenêtre est relativement bonne.
- Baie I ou 1 : la conservation de cette fenêtre est relativement bonne.
- Baie H ou 0 : la conservation de cette fenêtre est relativement bonne. Le nombre de scènes authentiques est assez élevé, 42 sur 54 dans les lancettes, et 3 médaillons du réseau.
- Baie G ou 2 : sur 31 panneaux figurés des lancettes et 3 du réseau, 26 sont anciens dans leur majeure partie.
- Baie F ou 4 : la conservation n'est pas mauvaise. 17 scènes sont anciennes et plusieurs ont été peu restaurées.
- Baie E ou 6 : la conservation de cette fenêtre est relativement bonne. 35 panneaux figurés des lancettes et les 3 médaillons sont anciens.
- Baie D ou 8 : l'état de conservation est moyen. Sur 56 médaillons des lancettes, 19 sont modernes et plusieurs autres sont fortement restaurés. En 1848, 12 médaillons des registres inférieurs manquaient.
- Baie C ou 10: l'état de conservation est médiocre. Sur 120 scènes, 29 seulement sont modernes, une dizaine d'autres panneaux ont été refaits en grande partie, et tous les autres ont été très restaurés. La conservation de la peinture est médiocre.
- Baie B ou 12 : la conservation de la fenêtre des Rois est médiocre. Sur 129 panneaux figurés, 32 scènes sont modernes et les autres sont fortement restaurées. La restauration de cette baie est une des plus contestables, avec la baie A.
- Baie A ou 14 : c'est une des baies les moins bien conservées. C'est probablement, comme pour la baie O, l'installation de l'orgue qui a entraîné des dégradations importantes. Il y a peu de pièces anciennes restaurées.
- Rose occidentale : en 1848, sur quarante-sept panneaux historiés, neuf avaient disparu, ainsi que trois panneaux héraldiques sur les huit. Ils ont été refaits et le reste avait été restauré avec discrétion.